# Edna Purviance
Olga Edna Purviance (Paradise, 21 ottobre 1895 – Hollywood, 11 gennaio 1958) è stata un'attrice statunitense nell'epoca del muto, primadonna dal 1915 al 1923 della troupe di Charlie Chaplin, con il quale ebbe una relazione sentimentale, mantenendo anche in seguito con lui un rapporto di amicizia.

## Biografia

### L'infanzia
Nata in una famiglia della media borghesia, in tenera età si trasferì al seguito dei genitori a Lovelock (Nevada) e, dopo il loro divorzio, unitamente alle sorelle Bessie e Myrtle, aiutò la madre nella conduzione di un piccolo albergo. Un pianista locale ne scoprì il talento e le insegnò a suonare il pianoforte, col quale si esibì nel corso dei festeggiamenti per i diplomati della scuola superiore che anch'essa frequentò con profitto (1913).
Si trasferì poi a San Francisco al seguito della sorella sposata Bessie, condividendone l'alloggio. Gli amici d'infanzia la descrivevano come una ragazza vivace ed attraente; non ebbe quindi grosse difficoltà a farsi ben accogliere nella nuova sistemazione. Frequentò un corso professionale grazie al quale poté impiegarsi come stenografa in un ufficio.

### La carriera cinematografica

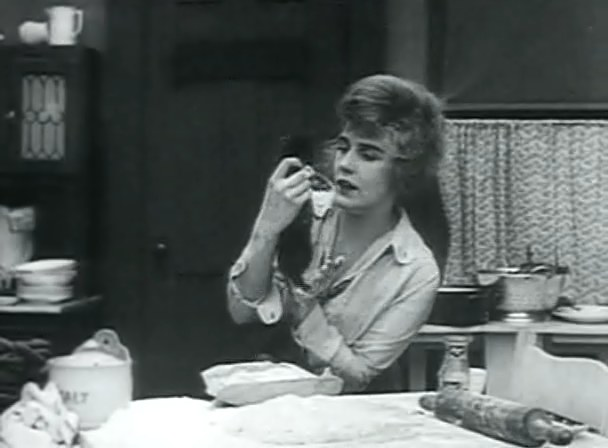
Edna Purviance in Charlot usuraio (1916)

Nel 1915 Charlie Chaplin, astro nascente della cinematografia, aveva appena firmato un contratto con la nuova casa di produzione Essanay e stava cercando, per la sua nuova troupe in allestimento, un'attrice che potesse sostenere l'impegnativo ruolo di primadonna che era stato di Mabel Normand nei suoi film girati per la Keystone; in tutta San Francisco non una delle aspiranti al ruolo venne ritenuta adatta; fu un attore della produzione a suggerire una ragazza che frequentava un Cafè Bohémien di San Francisco, descrivendola come alta, bionda e carina, ma senza esperienza fatta salva qualche recita in una compagnia di filodrammatici. Chaplin ne fu incantato e la scritturò; di lei disse in seguito di averla trovata non solo carina, ma bella e solo dopo averla scritturata considerò le sue eventuali doti artistiche.
Le notti bianche di Charlot rappresentò il debutto cinematografico dell'allora diciannovenne Edna, destinata ad apparire successivamente al fianco di Chaplin in ben trentacinque opere, incantando il pubblico ma anche lo stesso Chaplin, che instaurò con lei un rapporto affettivo destinato a durare fino alla morte della Purviance; infatti, anche quando la relazione finì, i due mantennero una duratura amicizia capace di superare anche le diverse relazioni e matrimoni di Chaplin.
Nel 1918 Chaplin si sposò per la prima volta con la diciassettenne Mildred Harris, ma Edna continuò a essere professionalmente la sua primadonna. Nel 1921, già divorziato, Chaplin girò Il monello in cui il ruolo dell'angioletto frivolo fu interpretato dalla dodicenne Lita Grey, che lo affascinò al punto da affidarle il camerino di scena che era di Edna. Pubblicamente Edna non parve accusare il fatto, ma i rapporti con la Grey furono segnati. Qualche anno più tardi, la sedicenne Lita rimase incinta di Chaplin, diventando la sua seconda moglie.

### Il declino professionale
Stante le dichiarazioni della Grey, fu in questo periodo (1923) che Edna iniziò a bere, tanto che il perfezionista Chaplin trovò difficoltà a ottenere da lei le efficaci interpretazioni di un tempo. Chaplin stesso, nella sua autobiografia, sottolinea come Edna stesse diventando "matronale" e non fosse quindi più adatta a ruoli da commedia brillante. Tuttavia, cercò di aiutarla a costruirsi una carriera individuale, incentrando su di lei il suo film La donna di Parigi (1923), il primo prodotto dalla United Artist nonché il primo film senza Charlot. La pellicola, di grande importanza per il linguaggio innovativo che riuscì a introdurre nel cinema muto, più che il talento di Edna, rivelò quello di Adolphe Menjou, che divenne effettivamente una star. 
Quando Chaplin divorziò dalla seconda moglie nel 1926, Edna fu indicata dalla Grey come responsabile. Comunque leale nei confronti della sua primadonna, Chaplin produsse il film A Woman of the Sea del regista austriaco Josef von Sternberg, convincendolo ad affidare il ruolo di protagonista alla trentenne Edna. Tuttavia Chaplin non distribuì mai il film, benché la qualità della pellicola fosse giudicata notevole da chi riuscì a visionarla, forse deluso per l'interpretazione poco riuscita di Edna, ormai afflitta dalla dipendenza dall'alcool e dalla crescente insicurezza.
In questo periodo Edna fu coinvolta in uno scandalo che ebbe grande ricaduta sull'opinione pubblica: ospite del petroliere e magnate Courtland Dines per i festeggiamenti di Capodanno, i due furono raggiunti il giorno successivo nella loro camera d'albergo da Mabel Normand, aggregatasi alla festa. Vi fu una sparatoria e un colpo esploso dal revolver dell'autista della Normand colpì il petroliere, rinvenuto successivamente, parzialmente svestito, nella camera. Lo scandalo susseguente pose fine alla carriera di Edna, oltre che a quella della Normand. Edna si ritirò dunque dalle scene, continuando però a rimanere per oltre due decenni sul libro paga di Chaplin, fino alla partenza di lui e della moglie Oona O'Neill dagli Stati Uniti verso la Svizzera nel 1952.
Edna non lavorò mai più con Chaplin: anni dopo, quando Chaplin, ormai abbandonato il personaggio di Charlot, era impegnato nella produzione di Monsieur Verdoux (1947), ebbe l'idea di farla richiamare per offrirle il ruolo di Marie Grosnay, una delle prescelte vittime del barbablù. A quanto racconta Chaplin stesso nella sua autobiografia, l'incontro tra i tre membri superstiti dei Chaplin Studios (lui, Rollie Thoteroth ed Edna) fu commovente, dato che non si vedevano da circa 30 anni, ma per evitare sentimentalismi Chaplin si finse allegro e a suo agio, come se si fossero lasciati solo da pochi giorni. Sempre secondo Chaplin, malgrado Edna recitasse "tutt'altro che male", egli si rese conto che il ruolo non funzionava: le mancava il fascino europeo e sofisticato, necessario per il personaggio (che verrà poi interpretato da Isobel Elsom). Inoltre, la presenza di Edna suscitava immancabilmente in lui la nostalgia degli anni della giovinezza, pieni di entusiasmo e di creatività artistica. 
Non si rividero più: per tutta la sua vita Edna tenne un album di ritagli di giornale, in cui conservava con affetto qualsiasi articolo parlasse di Chaplin, e quando lui andò in esilio in Europa, gli scrisse due lettere, poi riportate nella sua autobiografia chapliniana. Edna morì all'età di 62 anni, nel 1958, per un cancro alla gola. Le sue ceneri sono conservate nel West Mausoleum of Grand View cemetery, a Glendale (California), accanto a un altro grande attore dimenticato del periodo muto, Harry Langdon.

## Filmografia
- Le notti bianche di Charlot (A Night Out), regia di Charlie Chaplin (1915)
- Charlot boxeur (The Champion), regia di Charlie Chaplin (1915)
- Charlot nel parco (In the Park), regia di Charlie Chaplin (1915)
- Charlot prende moglie (A Jitney Elopement), regia di Charlie Chaplin (1915)
- Charlot vagabondo (The Tramp), regia di Charlie Chaplin (1915)
- Charlot alla spiaggia (By the Sea), regia di Charlie Chaplin (1915)
- Charlot apprendista (Work), regia di Charlie Chaplin (1915)
- La signorina Charlot (A Woman), regia di Charlie Chaplin (1915)
- Charlot marinaio (The Shanghaied), regia di Charlie Chaplin (1915)
- Charlot a teatro (A Night in the Show), regia di Charlie Chaplin (1915)
- Carmen (Charlie Chaplin's Burlesque on Carmen), regia di Charlie Chaplin (1916)
- Charlot ladro (Police), regia di Charlie Chaplin (1916)
- Charlot caporeparto (The Floorwalker), regia di Charlie Chaplin (1916)
- Charlot pompiere (The Fireman), regia di Charlie Chaplin (1916)
- Il vagabondo (The Vagabond), regia di Charlie Chaplin (1916)
- Charlot conte (The Count), regia di Charlie Chaplin (1916)
- Charlot usuraio (The Pawnshop), regia  di Charlie Chaplin 1916
- Charlot macchinista (Behind the Screen), regia di Charlie Chaplin (1916)
- Pattinaggio (The Rink), regia di Charlie Chaplin (1916)
- Charlot poliziotto (Easy Street), regia di Charlie Chaplin (1917)
- Charlot fa una cura (The Cure), regia di Charlie Chaplin (1917)
- Charlot emigrante (The Immigrant), regia di Charlie Chaplin (1917)
- Charlot avventuriero (The Adventurer), regia di Charlie Chaplin (1917)
- Vita da cani (A Dog's Life), regia di Charlie Chaplin (1918)
- The Bond, regia di Charlie Chaplin (1918)
- Charlot soldato (Shoulder Arms), regia di Charlie Chaplin (1918)
- Charlot in campagna (Sunnyside), regia di Charlie Chaplin (1919)
- Una giornata di vacanza (A Day's Pleasure), regia di Charlie Chaplin (1919)
- Il monello (The Kid), regia di Charlie Chaplin (1921)
- Charlot e la maschera di ferro (The Idle Class), regia di Charlie Chaplin (1921)
- Giorno di paga (Pay Day), regia di Charlie Chaplin (1922)
- Il pellegrino (The Pilgrim), regia di Charlie Chaplin (1923)
- La donna di Parigi (A Woman of Paris), regia di Charlie Chaplin (1923)
- Monsieur Verdoux, regia di Charlie Chaplin (1947)
- Luci della ribalta (Limelight), regia di Charlie Chaplin (1952)